# غار آوه زا
غار آوه زا مربوط به دوران پارینه‌سنگی میانه وجدید - دوران فرادیرینه‌سنگی - عصر آهن است و در شهرستان هرسین، بخش بیستون، دهستان چمچمال، ۱/۳ کیلومتری غرب شهرک بیستون واقع شده و این اثر در تاریخ ۲۶ اسفند ۱۳۸۷ با شمارهٔ ثبت ۲۵۵۶۶ به‌عنوان یکی از آثار ملی ایران به ثبت رسیده است.
نام آوه‌زا در زبان محلی به معنای زایندهٔ آب است زیرا چشمه‌ای دائمی در بالای دهانهٔ آن قرار دارد.

## ساختمان و ویژگی‌ها
دهانهٔ آن در ارتفاع ۳۰۰ متری از درهٔ رودخانه دینور و در پای دیواره‌ای عمودی قرار دارد و برای رسیدن به آن نزدیک به ۲۰۰ پلهٔ در دل سنگ کنده شده‌است و به نظر می‌رسد دهانهٔ غار دارای نردبان طنابی بوده که در هنگام خطر به بالا کشیده می‌شده تا از ورود بیگانگان به غار جلوگیری شود. در ورودی غار، دو محل نگهبانی قرار دارد و در غار یک محل برای ذخیرهٔ آب چشمه (به گنجایش ۵۰ متر مکعب و آب‌بندی‌شده با ساروج) در دل سنگ کنده شده و چندین اتاق (با مساحت کلی ۳۰۰ متر مربع) برای سکونت افراد در غار وجود دارد.